# Reggenza di Magetan
La reggenza di Magetan (in indonesiano: Kabupaten Magetan) è una reggenza dell'Indonesia, situata nella provincia di Giava Orientale.